# Teden Mengi
Teden Mengi, né le 30 avril 2002 à Manchester, est un footballeur anglais qui évolue au poste de défenseur central à Luton Town.

## Biographie

### Carrière en club
Le 1er février 2021, il part en prêt du côté de Derby County , mais il met fin à son prêt le 21 avril à cause d'une blessure qu'il traitera au sein du club mancunien.
Il fait ses débuts en carrière professionnelle en Ligue des champions le 8 décembre 2021 , entrant en jeu pour le dernier match de Manchester United face au Young Boys en phase de groupe. Le 31 août 2023, Mengi quitte son club formateur Manchester United pour s'engage avec Luton Town.

### En sélection
Avec les moins de 17 ans, il participe au championnat d'Europe des moins de 17 ans en 2019. Lors de cette compétition organisée en Irlande, il ne joue qu'une seule rencontre. Malgré un bilan honorable d'une victoire, un nul et une défaite, l'Angleterre est éliminée dès le premier tour.

## Statistiques
| Saison                | Club                   | Championnat           | Championnat | Championnat | Championnat | Coupe nationale | Coupe nationale | Coupe nationale | Coupe de la Ligue | Coupe de la Ligue | Coupe de la Ligue | Compétition(s) continentale(s) | Compétition(s) continentale(s) | Compétition(s) continentale(s) | Compétition(s) continentale(s) | Total | Total | Total |
| Saison                | Club                   | Division              | M.          | B.          | P.d.        | M.              | B.              | P.d.            | M.                | B.                | P.d.              | Comp.                          | M.                             | B.                             | P.d.                           | M.    | B.    | P.d.  |
| 2019-2020             | Manchester United      | Premier League        | 0           | 0           | 0           | 0               | 0               | 0               | -                 | -                 | -                 | C3                             | 1                              | 0                              | 0                              | 1     | 0     | 0     |
| 2021-2022             | Manchester United      | Premier League        | 0           | 0           | 0           | 0               | 0               | 0               | -                 | -                 | -                 | C1                             | 1                              | 0                              | 0                              | 1     | 0     | 0     |
| 2022-2023             | Manchester United      | Premier League        | 0           | 0           | 0           | 0               | 0               | 0               | -                 | -                 | -                 | C3                             | 0                              | 0                              | 0                              | 0     | 0     | 0     |
| Sous-total            | Sous-total             | Sous-total            | 0           | 0           | 0           | 0               | 0               | 0               | 0                 | 0                 | 0                 | -                              | 2                              | 0                              | 0                              | 2     | 0     | 0     |
| 2020-2021             | Derby County (prêt)    | Championship          | 9           | 0           | 0           | 0               | 0               | 0               | -                 | -                 | -                 | -                              | -                              | -                              | -                              | 9     | 0     | 0     |
| 2021-2022             | Birmingham City (prêt) | Championship          | 9           | 0           | 0           | 1               | 0               | 0               | -                 | -                 | -                 | -                              | -                              | -                              | -                              | 10    | 0     | 0     |
| 2023-2024             | Luton Town             | Premier League        | 16          | 1           | 0           | 2               | 0               | 0               | 1                 | 0                 | 0                 | -                              | -                              | -                              | -                              | 19    | 1     | 0     |
| Total sur la carrière | Total sur la carrière  | Total sur la carrière | 34          | 1           | 0           | 3               | 0               | 0               | 1                 | 0                 | 0                 | -                              | 2                              | 0                              | 0                              | 40    | 1     | 0     |